# ده فین‌هوپ
دی ونهوپ (به هلندی: De Veenhoop) یک منطقهٔ مسکونی در هلند است که در اسمالینگرلاند واقع شده‌است. دی ونهوپ ۲۴۵ نفر جمعیت دارد.